# Adolf Kirchhoff

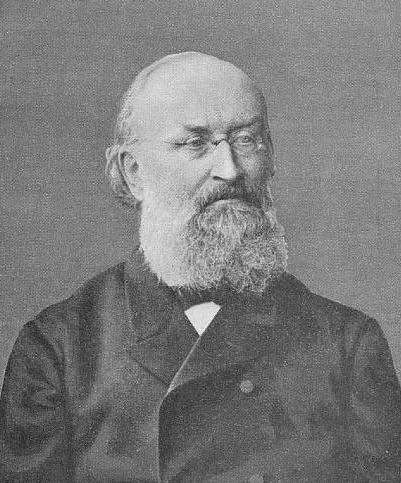
Adolf Kirchhoff

Johann Wilhelm Adolf Kirchhoff (* 6. Januar 1826 in Berlin; † 27. Februar 1908 ebenda) war deutscher Philologe und Altertumsforscher.

## Leben
Adolf Kirchhoff war der Sohn des Historien- und Porträtmalers Johann Jakob Kirchhoff (1796–1848) und seiner Frau Wilhelmine geb. Reuter. Seine Brüder waren die Buchhändler Albrecht (1827–1902) und Otto Kirchhoff (1834–1910).
Adolf Kirchhoff absolvierte das Friedrich-Wilhelm-Gymnasium in Berlin. Nach der Reifeprüfung besuchte er 1842 dort auch die Friedrich-Wilhelms-Universität, wo er bei Karl Lachmann und August Böckh Klassische Philologie studierte. Nach seiner Promotion 1846 wurde er Adjunkt, dann Oberlehrer und Professor am Joachimsthalschen Gymnasium in Berlin. 1860 wurde er zum ordentlichen Mitglied der Königlich-Preußischen Akademie der Wissenschaften gewählt. 1865 folgte er einem Ruf auf den Lehrstuhl für griechische Philologie als Nachfolger Böckhs und wurde zum ordentlichen Professor ernannt. Ferner wurde er 1876 als korrespondierendes Mitglied in die Russische Akademie der Wissenschaften und 1888 als auswärtiges Mitglied in die American Academy of Arts and Sciences gewählt.
Adolf Kirchhoff starb 1908 im Alter von 82 Jahren in Berlin und wurde auf dem Alten St.-Matthäus-Kirchhof in Schöneberg beigesetzt. Das Grab ist nicht erhalten geblieben.

## Leistungen
Kirchhoff hat sich um die Kritik griechischer Schriftsteller und um die Epigraphik hohe Verdienste erworben. Im Bereich der Homer-Philologie sind zu nennen:
- Quaestionum Homericarum particula (Berlin 1846)
- Die Homerische Odyssee und ihre Entstehung (Berlin 1859)
- Die Komposition der Odyssee, gesammelte Aufsätze (Berlin 1869), die er in der 2. Auflage zu  Die Homerische Odyssee (Berlin 1879) vereinigte und erweiterte.

Des Weiteren veröffentlichte er für Plotinus eine Textausgabe (Leipzig 1856, 2 Bde.), für Euripides eine kritische Ausgabe (Berlin 1855, 2 Bde.) und eine Textausgabe (Berlin 1867–1868, 3 Bde.), für Herodot Über die Abfassungszeit des Herodotischen Geschichtswerks (Berlin 1868, 2. Aufl. 1878), für Xenophon eine Ausgabe der Schrift De republica Atheniensium (Berlin 1874, 2. Aufl. 1881), für Aischylos eine Textausgabe (Berlin 1880).
Von seinen epigraphischen Studien bezogen sich die ersten Resultate auf Italien; es erschienen:
- Die umbrischen Sprachdenkmäler (Berlin 1849–1851, 2 Bde.) und
- Das Stadtrecht von Bantia (Berlin 1853).

Sodann veröffentlichte er über die germanischen Runen:
- Das gotische Runenalphabet (Berlin 1852) und
- Die fränkischen Runen (in Moriz Haupts Zeitschrift für deutsches Altertum, 1855).

Außerdem hat er die griechische Inschriftenkunde gefördert. Er bearbeitete für das Corpus inscriptionum graecarum den 2. Faszikel des 4. Bandes (die christlichen Inschriften enthaltend, Berlin 1859) und führte das ganze Unternehmen zu Ende, leitete im Auftrag der Akademie das Corpus inscriptionum atticarum, zu welchem er selbst den 1. Band (die Inschriften vor Euklid enthaltend, Berlin 1873) geliefert hat, und schrieb: Studien zur Geschichte des griechischen Alphabets (Berlin 1863, 4. Aufl. 1887). Auch war er 1866–1881 an der Redaktion des Hermes beteiligt.

### Tabellen und Karten, die auf Kirchhof zurückgehen
|  |  |